# إيمانويل (رواية)
إيمانويل  (بالإنجليزية: Emmanuelle)‏ إيمانويل: مباهج امرأة هي رواية شهوانية بقلم إيمانويل أرسان وهي باللغة الفرنسية ونشرت في فرنسا في عام 1967. وتم ترجمتها إلى الإنجليزية، ونشرت في عام 1971 من قبل دار ماي فلاور للكتب. وتروي القصة سلسلة من الخيالات الجنسية للمؤلف والتي كانت تمارس الجنس مع العديد من الرجال، وكثير منهم مجهولون، وكذلك زوجها، وعدة تجارب سحاقية. تتم رواية الكتاب من منظور الشخص الثالث ويرى القارئ الأحداث من وجهة نظر بطلة الرواية. حقق الكتاب مبيعات عالية وتم تحويله إلى فيلم واستوحي من سلسلة من الأفلام. وتبع الكتاب جزء آخر بعنوان إيمانويل 2 في عام 1976.